# Vítězslava
Vítězslava je ženské jméno slovanského původu. Jde o ženskou variantu křestního jména Vítězslav, znamená slavící vítězství. Svátek slaví společně s tímto jménem dne 21. července.
Jméno Vítězslava je někdy považováno za českou obdobu jména Viktorie.

## Domácké podoby
Mezi domácké podoby křestního jména Vítězslava patří Víťa, Vítka, Vítuška, Vítěna, Vítěnka, Slávka apod.

## Obliba jména
Jméno Vítězslava se sice mezi novorozenými dívkami v Česku stále vyskytuje, ale velmi vzácně. K roku 2016 činil průměrný věk nositelek 64 let. Nejvíce oblíbené bylo jméno ve čtyřicátých a padesátých letech 20. století. Nejvíce živých nositelek (41) se narodilo v roce 1946. Po roce 1989 se jméno již vyskytovalo poměrně sporadicky, nenarodily se více než dvě nové nositelky za rok.
Následující tabulka vývoje počtu nositelek mezi lety 2010 až 2016 dokazuje, že počet žijících nositelek poměrně rychle klesá. Úbytek během těchto sedmi let činí −13,99 %.
| Rok  | Počet nositelek | Změna oproti předchozímu roku |
| ---- | --------------- | ----------------------------- |
| 2010 | 1 108           | –                             |
| 2011 | 1 071           | −3,34 %                       |
| 2012 | 1 038           | −3,08 %                       |
| 2013 | 1 020           | −1,73 %                       |
| 2014 | 1 009           | −1,08 %                       |
| 2015 | 978             | −3,07 %                       |
| 2016 | 953             | −2,56 %                       |

## Významné osobnosti
- Vítězslava Baborová – česká regionální politička
- Vítězslava Bobáková – česká operní pěvkyně
- Vítězslava Kaprálová – česká hudební skladatelka a dirigentka
- Vítězslava Klimtová – česká malířka, ilustrátorka, grafička a spisovatelka
- Vítězslava Klůzová – česká místní politička
- Vítězslava Morávková – česká sochařka
- Vítězslava Rothbauerová – česká architektka
- Vítězslava Trčková – česká herečka a režisérka